# Jírova hora
Jírova hora je hora mezi vesnicemi Zbečník, Rokytník a Velký Dřevíč, asi 1 km severozápadně od centra města Hronov v okrese Náchod. Je součástí Maternického hřbetu Jestřebích hor, který za údolím řeky Metuje pokračuje dále na východ až k údolí potoka/říčky Brlenka, kde na něj navazuje hřbet Bukovinský. Na vrcholu je umístěn televizní dokrývač Hronov.

## Název
Název Jírova hora se objevuje na mapách v 19. století, na mapě z 18. století je uváděn německý název Mühlberg (Mlýnská hora).

## Popis
Východní svah spadající do údolí řeky Metuje vykazuje značnou strmost. Celá hora je porostlá až na výjimky jehličnatým (hlavně smrkovým) lesem a loukami, jen na jižním svahu, dále na západ od vrcholu je listnatý les. Část lesa na vrcholu a směrem k Velkému Dřevíči tvoří značně mladý listnatý porost a mladé jehličnaté stromky. Z mýtin v nevelké vzdálenosti od vrcholu jsou výhledy do údolí Zbečnického potoka. Na severním svahu, který směřuje do Rokytníka a Velkého Dřevíče teče malý potůček. Přímo na vrcholu se nachází radiokomunikační vysílač.
Na východní části asi v polovině svahu rostl tzv. Jiráskův buk, ke kterému vedla cestička a u kterého byla lavička. Bylo to jedno z oblíbených míst vycházek Aloise Jiráska. Zřejmě v 70. letech do buku uhodil blesk a ze stromu zůstal jen pahýl. Kolem buku kdysi vedla červená hřebenová značka, nyní stoupá po úbočí Jírovy hory na hřeben Jestřebích hor jinudy.
Na úpatí Jírovy hory také v 19. století probíhaly pokusy těžit černé uhlí (Jiráskův důl). Příslušnému místu se ještě dnes říká Na Haldě.

## Fotografie

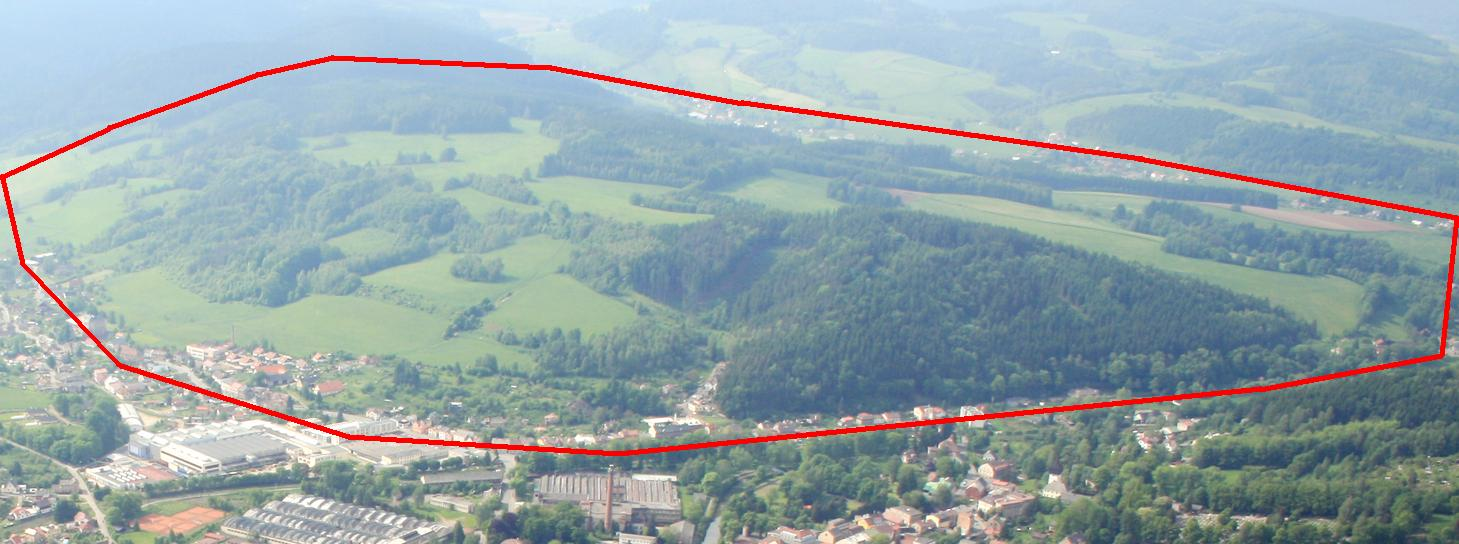
Jírova hora z výšky.
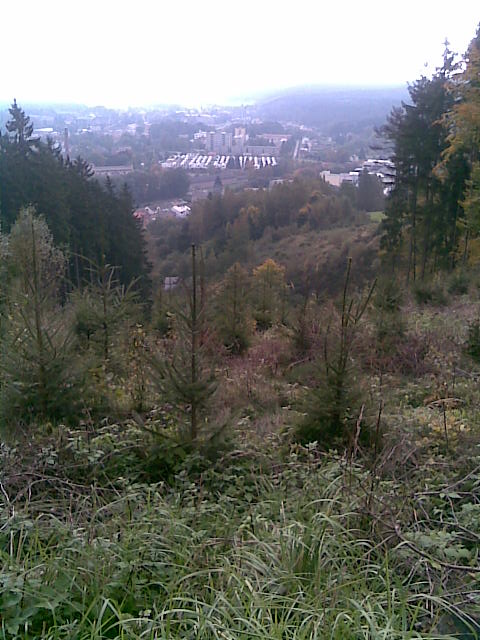
Pohled na Hronov z Jírovy hory.
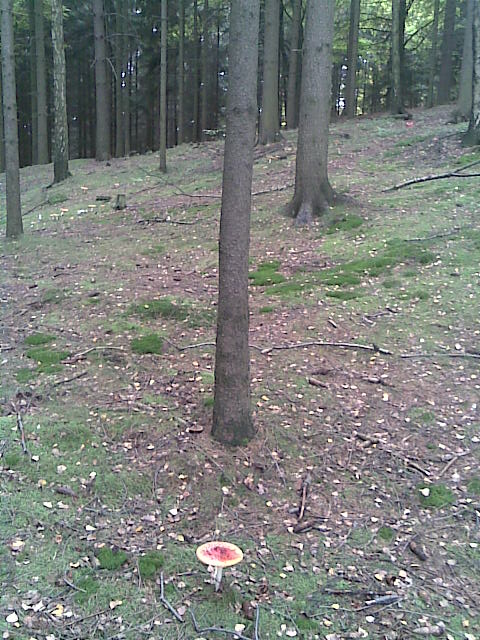
Les na Jírově hoře.
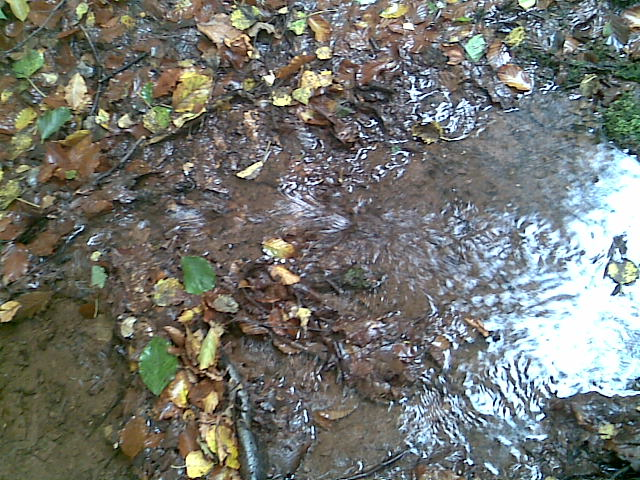
Potůček na severním svahu.